# Чукарички (стадион)
«Чукарички» — стадион на Баново Брдо в Белграде, Сербия. ФК «Чукарички» проводит здесь свои домашние матчи, а вместимость стадиона составляет 7000 мест.

## Расположение
Стадион Чукарички расположен в жилом районе на юго-западе Белграда, примерно в 7 километрах от центра города.

## История
В июне 2013 года началось строительство новой западной трибуны на месте бывшей VIP-ложи и пресс-ложи, а также установка прожекторов. Работы на западной трибуне были завершены к концу августа, а первый матч при свете новых прожекторов был сыгран 18 августа 2013 года когда «Чукарички» и «Слобода» из Ужице встретились во втором туре сербской Суперлиги (1:0).